# Kanton Saint-Anthème
Saint-Anthème is een voormalig kanton van het Franse departement Puy-de-Dôme. Het kanton maakte deel uit van het arrondissement Ambert tot het op 22 maart 2015 werd opgeheven en de gemeenten werden opgenomen in het kanton Ambert.

## Gemeenten
Het kanton Saint-Anthème omvatte de volgende gemeenten:
- La Chaulme
- Grandrif
- Saint-Anthème (hoofdplaats)
- Saint-Clément-de-Valorgue
- Saint-Romain